# Sensations’ Fix
Sensations' Fix - итало-американская рок-группа, игравшая прог-рок.

## История
В 1966 году Франко Фалсини стал создателем и одним из участников легендарного трио Noi Tre, игравшего блюз-рок (другим участником этого коллектива являлся Агостино Нобиле, впоследствии участник группы La Triade). Группа, находившаяся под влиянием музыки Cream и Pretty Things, успела выпустить всего один сингл Un posto dove (1968), после которого Фалсини её покинул. На его место был приглашен еще один музыкант — Паоло Тофани, впоследствии легенда итальянского прогрессив-рока.
После своего ухода из Noi Tre Фалсини создал недолго просуществовавшую группу Le Madri Superiori, а затем — группу Sensation’s Fix, в которую также вошли бывший участник группы Campo Di Marte, итало-американский бас-гитарист Ричард Урсилло и американский ударник Кейт Эдвардс. Примечательно, что название группы писалось изначально как «Sensation’s Fix» (именно под таким названием вышел промоальбом группы), однако в последующем написание было изменено на «Sensations' Fix» .
База группы была на ферме недалеко от Флоренции.
В итальянской прог-музыке группа занимает особое место благодаря своему звучанию в духе краут-рока. Основное место в музыке группы занимают клавишные.
В 1974 году группа выпускает три альбома, в том числе промодиск Sensation’s Fix. Все они в основном состоят из инструментальных композиций.
С приходом клавишника Стивена Хеда в четвертом альбоме группы Finest finger впервые появляются многочисленные вокальные партии. В этом же направлении выдержан их следующий LP, Boxes paradise.
Группа переезжает в Калифорнию, где выпускает еще один альбом, Vision’s fugitives, который, однако, успеха не снискал. В записи альбома принял участие бывший барабанщик группы Campo Di Marte Карло Феличе Марковеккьо (названный в альбоме «Марко Марковеккьо»).
Их последним альбомом стал Flying Tapes (1978), включавший в себя переработки песен с предыдущих альбомов.
Группа поменяла название на Sheriff и репетиционную базу. Фалсини, Урсилло, Эдвардс и привлеченный гитарист Франк Филфойт выпускают LP с более роковым саундом.
Урсилло покинул группу и вернулся в Италию. Sensations' Fix продолжила деятельность как трио — с новым басистом Гари Фолуэллом.
В конце 1979 года группа распалась: Франко Фалсини решил перебраться в Нью-Йорк для работы инженером в студии. В 1975 году он выпустил сольный альбом Cold nose — саундтрек к одноименному фильму режиссёра Филиппо Милани. В 1983 году он вернулся на сцену в качестве гитариста и продюсера электропоп-группы The Antennas, выпустившей во Франции LP и сингл. В 1990-е играл техно-музыку в Лондоне.
Кейт Эдвардс остался в США, играл во многих группах. Когда он узнал, что у него неизлечимая болезнь, покончил с собой.
Ричард Урсилло играл в различных группах в окрестностях Флоренции. Некоторое время играл в восстановившейся группе Campo Di Marte.

## Дискография
- Sensation's Fix (1974)
- Fragments of light (1974)
- Portable madness (1974)
- Finest finger (1976)
- Boxes paradise (1977)
- Vision's fugitives (1977)
- Flying tapes (1978)

## Состав
- Франко Фалсини - гитара, вокал
- Ричард Урсилло - бас-гитара
- Кейт Эдвардс - ударные, впоследствии также клавишные
- Стивен Хед - клавишные (1976-1977) [2]